# Templo de San Carlos Borromeo (Aldama, Chihuahua)
El Templo de San Carlos Borromeo es un templo católico localizado en la ciudad de Aldama, Chihuahua, México, el más antiguo de la población y que tiene su origen como templo el antiguo Presidio colonial español ahí establecido.

## Historia
El hoy templo de San Carlos fue la primera iglesia construida en la entonces misión franciscana de San Jerónimo, fundada alrededor del año de 1707, como visita de la entonces misión de San Cristóbal de Nombre de Dios, la población siempre fue intermitente debido a que por su situación geográfica era frecuentemente atacada por los grupos indígenas denominados generalmente como apaches que en varias ocasiones destruyeron la misión y su templo, la más destacada el 22 de octubre de 1769 que se salda con la muerte de 49 vecinos y diez cautivos apresados por los apaches, el resto de la población huyó a la villa de San Felipe, hoy la ciudad de Chihuahua y San Jerónimo quedó destruido y despoblado; con anterioridad a su depoblamiento, en el año de 1767 San Jerónimo había absorbido a la cercana misión de Santa Ana de Chinarras, perteneciendo a la Compañía de Jesús, expulsada de los dominios españoles aquel mismo año.
En 1783 el comandante general de las Provincias Internas, Felipe de Neve, ordenó al capitán Juan Gutiérrez de la Cueva, del presidio de San Carlos de Chorreras, que repoblara la misión de San Jerónimo, reconstruyendo entonces el templo y datando de ese momento el edificio actual, debido a ello se dio al templo la advocación de San Carlos Borromeo, en honor además, del entonces rey Carlos III de España. Para reforzar la seguridad del poblado en 1798 el presidio de San Carlos de Chorreras fue definitivamente trasladado a San Jerónimo, donde permanecería hasta la independencia de México, y con ellos se confirmó el carácter de templo presidial de la iglesia de San Carlos.

## Arquitectura

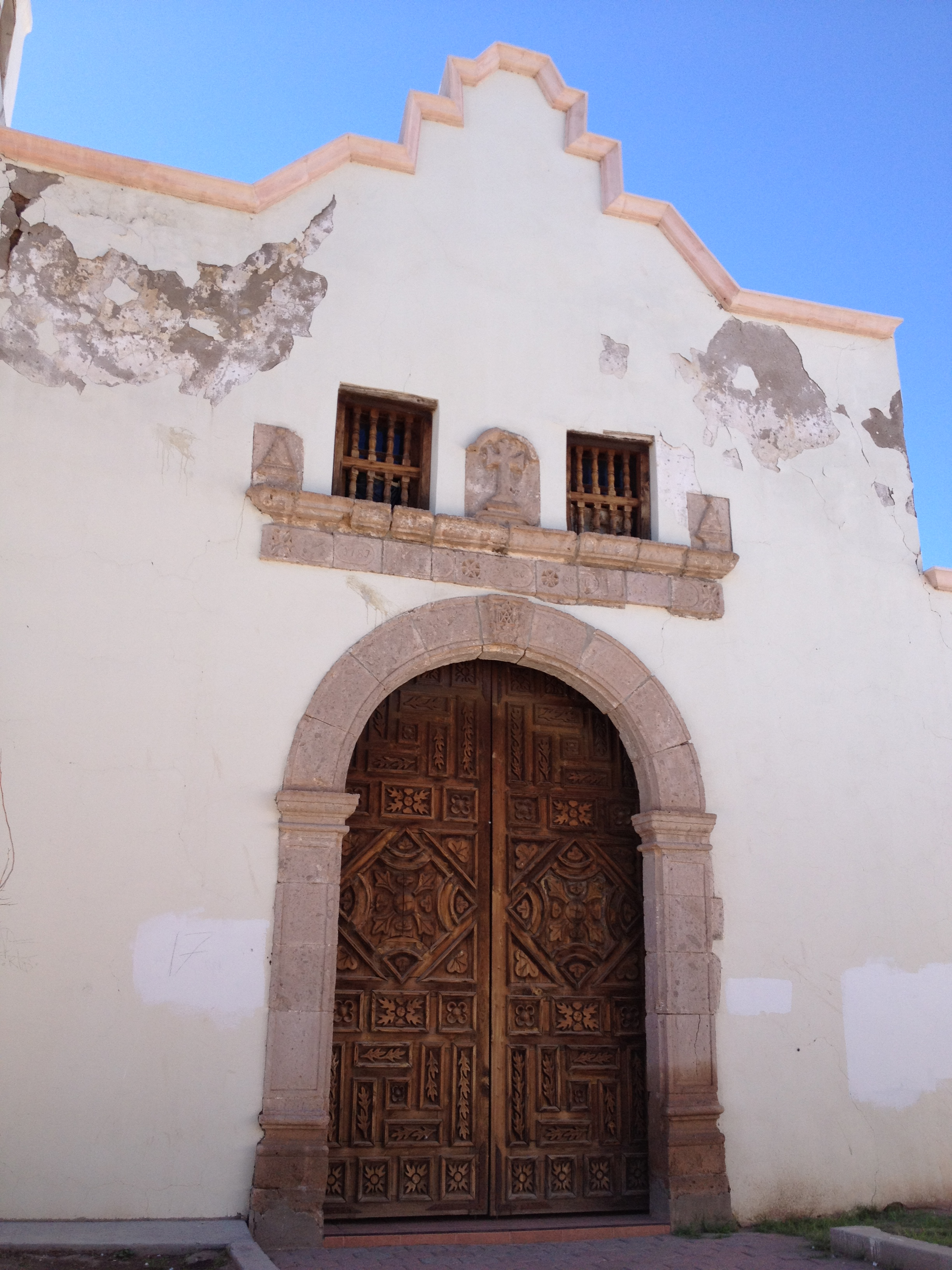
Detalle de la fachada.

El templo de San Carlos es de características barrocas y detalles sencillos, típicos de los templos misionales y presidiales del norte de México, la reconstrucción realizada en 1783 reforzó las paredes del templo con contrafueres de adobe y lo rodeó de un muro protector del mismo material —actualmente inexistente— con la clara intención de servir de posible refugio a la población y la compañía presidial frente a las frecuentes rebeliones indígenas.
La fachada del templo es plana y sólo lo interrumpe el detalle de la única puerta de arco de medio punto, rodeada por jambas de cantera labrada, en la parte superior de ella cuenta con una cornisa en que descansan dos ventanas correspondientes al coro, en medio de las cuales se encuentra labrada una cruz, y los extremos de la cornisa están ornamentados por dos figuras triangulares, la fachada es rematada por una moldura de cantera en forma piramidal.
La torre es de un solo cuerpo de forma cuadrada y con dos luces en cada uno de sus lados, sobre ella sostiene una cúpula de forma hexagonal de gajos planos y remata una cruz de hierro.
En la actualidad es templo se encuentra en proceso de restauración por tener evidentes daños en su estructura, y aunque no se encuentra definitivamente cerrado al culto, su uso y apertura no es común ya que la sede la parroquia es el cercano Templo de San Jerónimo. Se encuentra localizado en la esquina de las calles 7a y Gutiérrez de la ciudad de Aldama y rodeada por construcciones y estructuras modernas que la ocultan.

## Galería

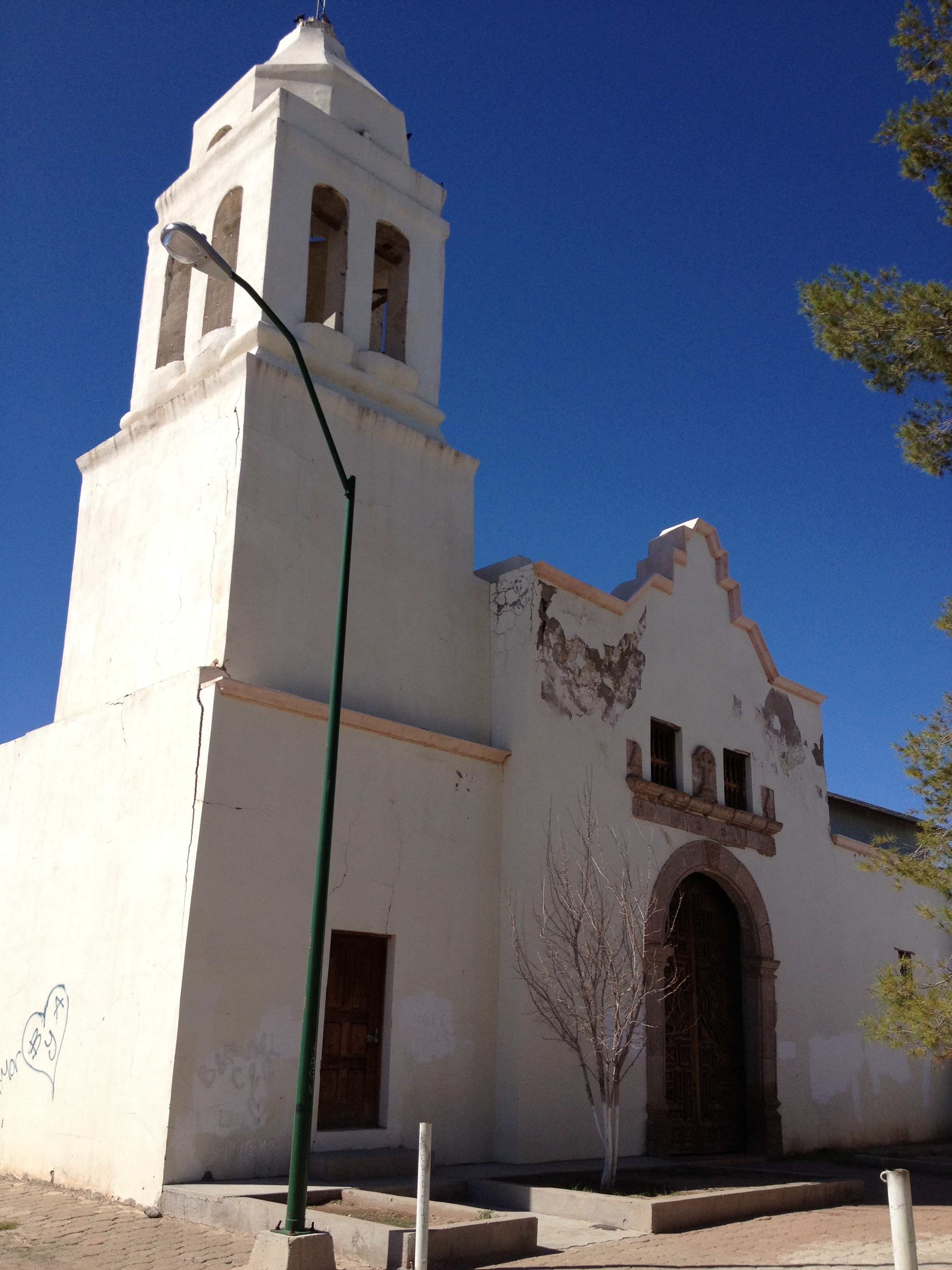
Fachada y torre
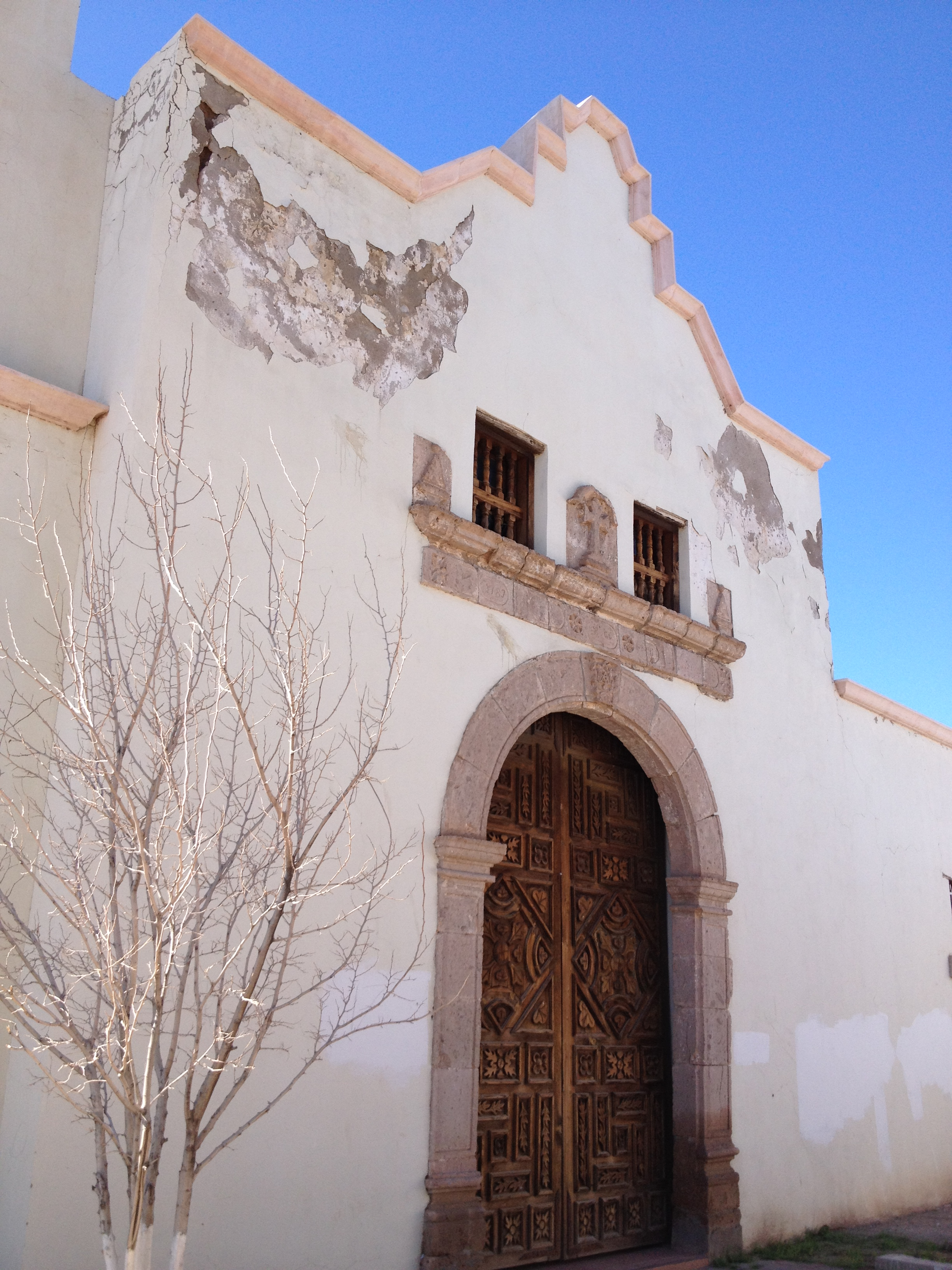
Detalle de la fachada
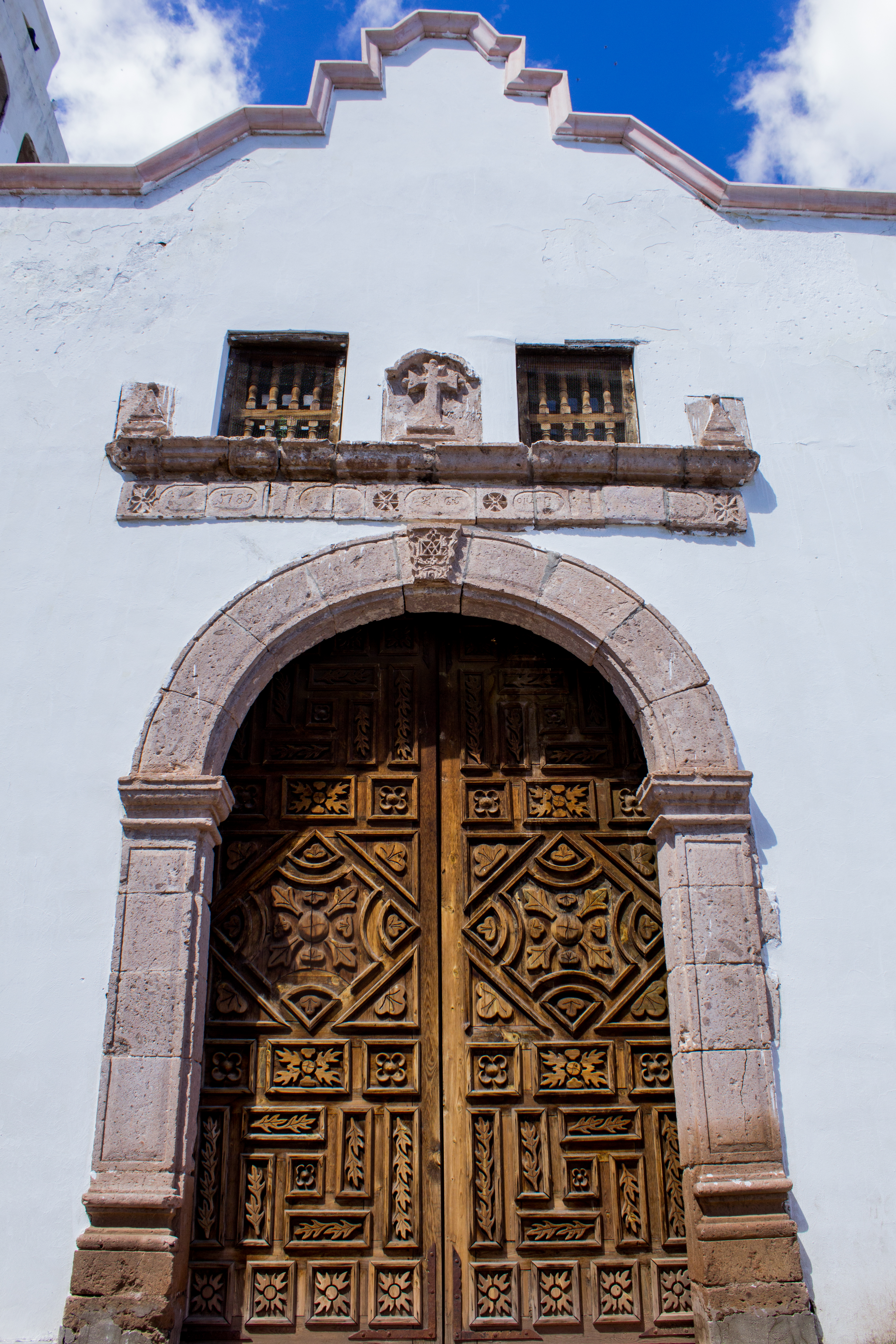
Detalle de la puerta